# Gmelina arborea
Gmelina arborea är en kransblommig växtart som beskrevs av William Roxburgh. Gmelina arborea ingår i släktet Gmelina och familjen kransblommiga växter. Inga underarter finns listade i Catalogue of Life.

## Bildgalleri

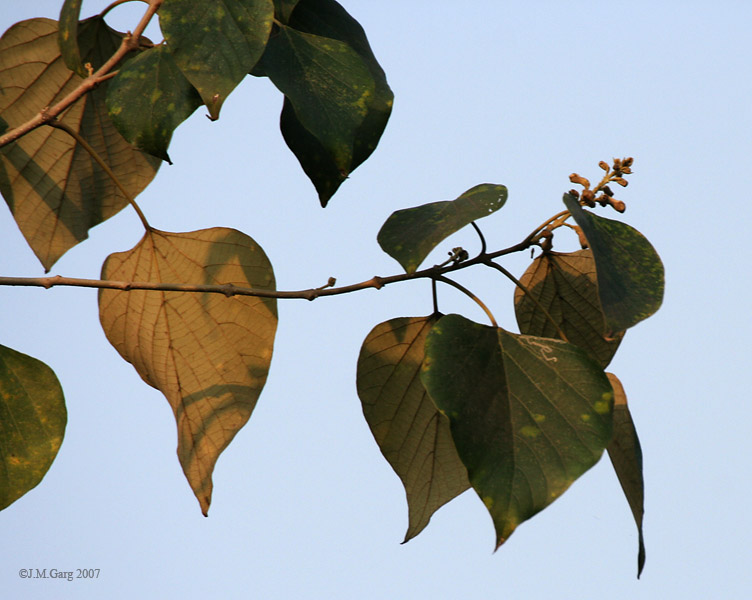
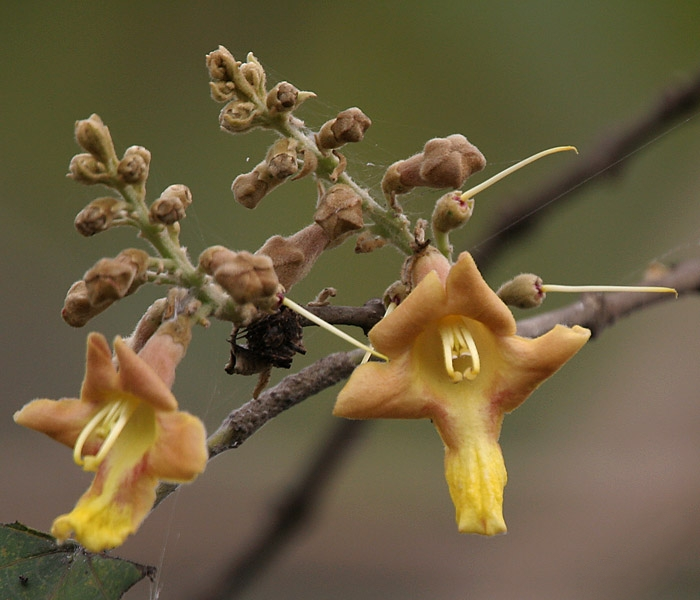
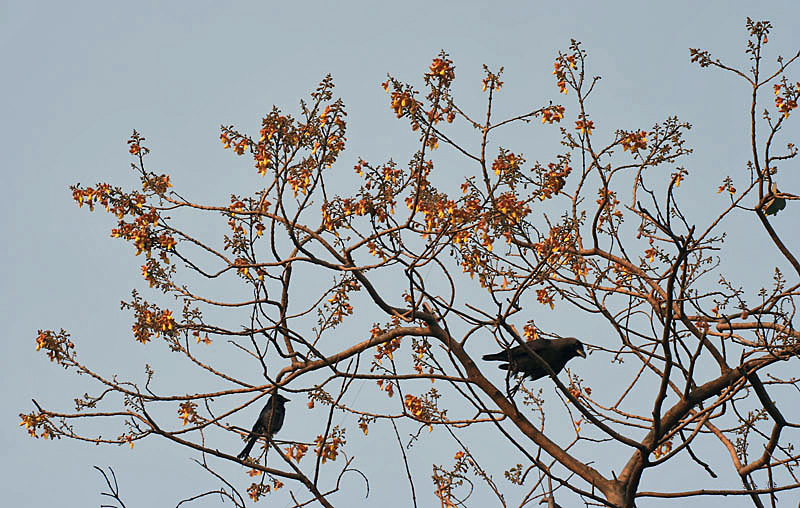
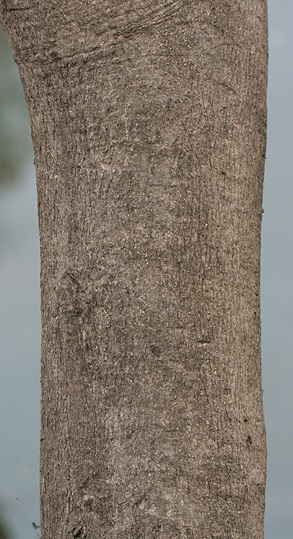
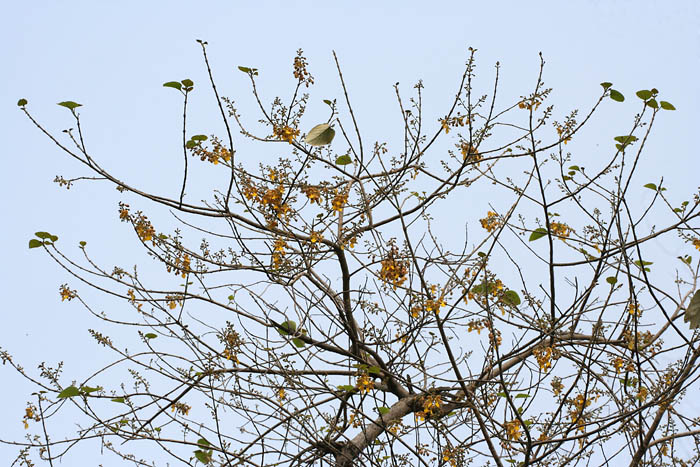
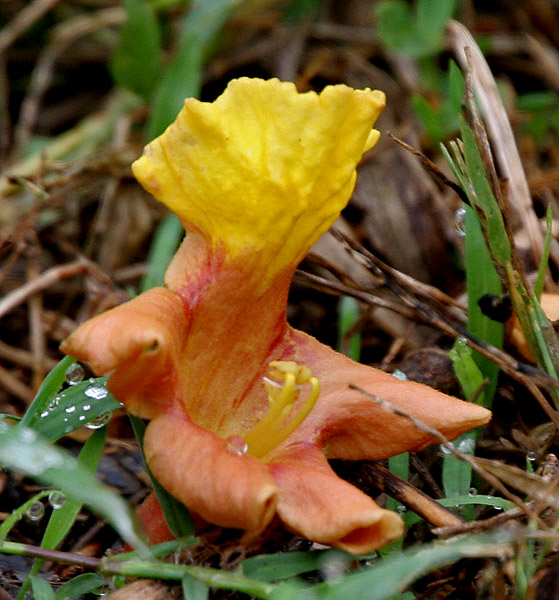